# Rode anemoonvis
De rode anemoonvis (Amphiprion frenatus) is een straalvinnige vissensoort uit de familie van rifbaarzen of koraaljuffertjes (Pomacentridae). De wetenschappelijke naam van de soort is voor het eerst geldig gepubliceerd in 1856 door Brevoort.

## Kenmerken
Deze vis is feloranje-rood met een witte verticale streep achter de ogen. Hij kan een lengte bereiken tussen 7,5 en 14 cm. Hij kan 3 tot 6 jaar oud worden.

## Leefwijze
Deze vis leeft in symbiose met zeeanemonen, van waaruit ze planktondiertjes vangen, maar ook parasieten die de anemoon bedreigen. Ook eten ze van in de buurt groeiende wieren en voedselresten van zijn gastheer. Ze beschermen zich tegen het netelgif door zich te overdekken met het slijm, dat de anemoon afscheidt. Ze moeten wel elke keer dat ze de anemoon verlaten, bij terugkeer hun immuniteit herstellen door een paar aanrakingen van de anemoon.
De vis beschermt de anemoon ook tegen zijn natuurlijke vijanden, de koraalvlinders, door ze bij nadering van de anemoon te verjagen. Er wordt ook gezegd dat de vis andere vissen de anemoon in lokt als prooi voor de anemoon.
Indien ze worden bedreigd, maken ze een knappend 'tak, tak' geluid. Zij vormen monogame paren en bewaken samen het broed op een steen. Alle anemoonvissen worden geboren als mannetje. Als het vrouwtje sterft, dan neemt een mannetje haar plaats in en ondergaat een geslachtverandering.

## Voortplanting
De draagtijd bedraagt 6 tot 10 dagen. De twee grootste dieren zijn belast met de voortplanting.

## Verspreiding en leefgebied
Deze soort komt voor in de westelijke Grote Oceaan in de wateren van Indonesië, Melanesië, Micronesië, Zuidoost-Polynesië en in het Groot Barrièrerif.